# Der Dolch des Malayen
Der Dolch des Malayen ist ein stummer deutscher Kriminalfilm von 1919 der Filmreihe Joe Deebs. Regie führte Leo Lasko. Der Detektiv Joe Deebs wird von Carl Auen dargestellt.

## Handlung
Diesmal soll Joe Deebs‘ neuester Auftrag nach Australien führen. Er soll die in Europa aufgewachsene junge Angelina nach Melbourne begleiten, wo ihre Mutter schwer erkrankt ist. Man nimmt für die Überfahrt ein Frachtschiff, auf dem ein lüsterner Schwarzer namens Jack Johnson in Leidenschaft für Angelina entbrennt. Dieser wird aber von ihr brüsk zurückgewiesen. Wenig später explodiert das Frachtschiff, und nur Deebs, das Mädchen und der Schwarze können sich auf eine Insel retten. Deebs rätselt, ob es sich bei der Explosion um eine mutwillig herbeigeführte Aktion (Sabotage) handeln und wer dahinter stecken könnte. Bald ergibt alles ein Bild. Die Mutter stirbt, und das von ihm begleitete Mädchen ist nunmehr Alleinerbin eines beträchtlichen Vermögens. Steckt der Stiefvater dahinter, der in großen Zahlungsschwierigkeiten steckt?
Angelina muss sich derweil den Nachstellungen des Schwarzen erwehren und hat dann auch noch Ärger mit dem finsteren Malayen Yschutschur, den sie auf der Insel wegen Tierquälerei verjagen lässt. Eines Tages liegt Angelina tot in ihrem Bett. Davor, ebenfalls tot: der Malaye und der Schwarze. Deebs ahnt es bald: es gibt einen „dritten Mann“, der hinter all dem steckt. Die Lösung findet sich nach einiger Zeit: erst hat dieser „große Unbekannte“ Angelina ermordet, dann muss der rachsüchtige Malaye hinzugekommen sein, der mit Befriedigung ihren Tod zur Kenntnis genommen hatte. Als dann auch noch der lüsterne Schwarze eintrat und sah, dass das Objekt seiner Begierde tot war und neben dem Leichnam der Malaye stand, kam es zu einem Kampf um Leben und Tod, bei dem der Malaye dem Schwarzen unterlag. Doch im Todeskampf streifte der in Gift getränkte Dolch des Malayen Johnson, sodass auch dieser umkam. Ein Telegramm demaskiert schließlich den großen Unbekannten: es ist Angelinas Stiefvater Harold Hastings, der über den Tod Angelinas an das Vermögen herankommen wollte.

## Produktionsnotizen
Der Dolch des Malayen entstand im Ufa-Union-Atelier in Berlin-Tempelhof, war 1235 Meter, verteilt auf vier Akte, lang, erhielt Jugendverbot und erlebte am 11. November 1919 seine Uraufführung in Berlins Marmorhaus.
Die Filmbauten entwarf Kurt Richter.

## Kritiken
„Der photographische Rahmen des logisch durchbedachten Werkes ist sehr gut – überall merkt man die künstlerische Hand Kurt Richters. Das Ensemble ist gut gewählt, Mimik und Maske glänzend studiert, die Regie lobenswert.“

Paimann’s Filmlisten resümierte: „Stoff und Photos sehr gut, Spiel und Szenerie ausgezeichnet.“